# バイヨンヌ
バイヨンヌ（フランス語: Bayonne [bajɔn] ( 音声ファイル)、バスク語: Baiona、ガスコーニュ語: Baiona、スペイン語: Bayona）は、フランス南西部、ヌーヴェル＝アキテーヌ地域圏、ピレネー＝アトランティック県の郡庁所在地で、フランス領バスクの中心都市である。

## 地理

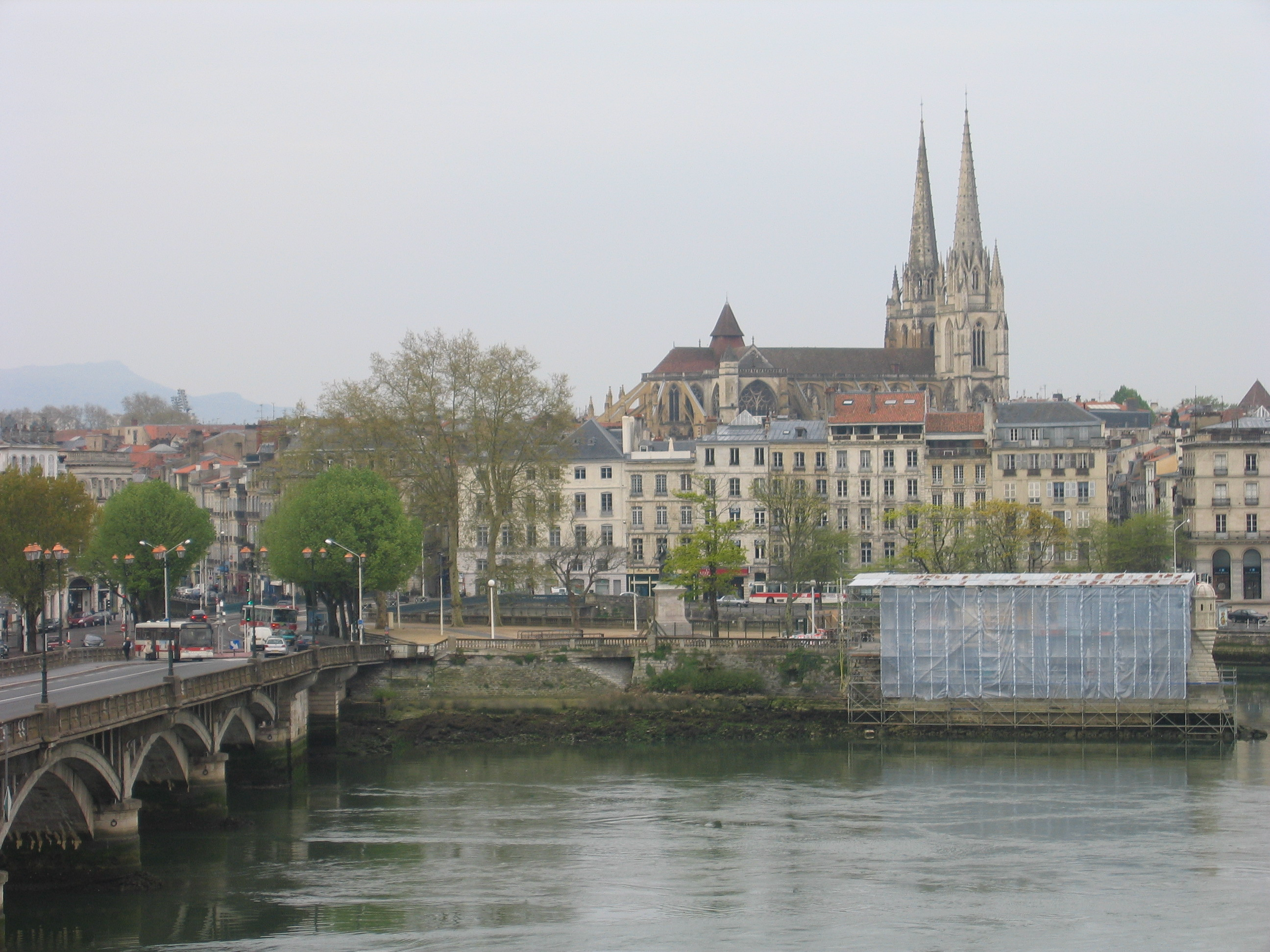
大バイヨンヌとサント＝マリー大聖堂

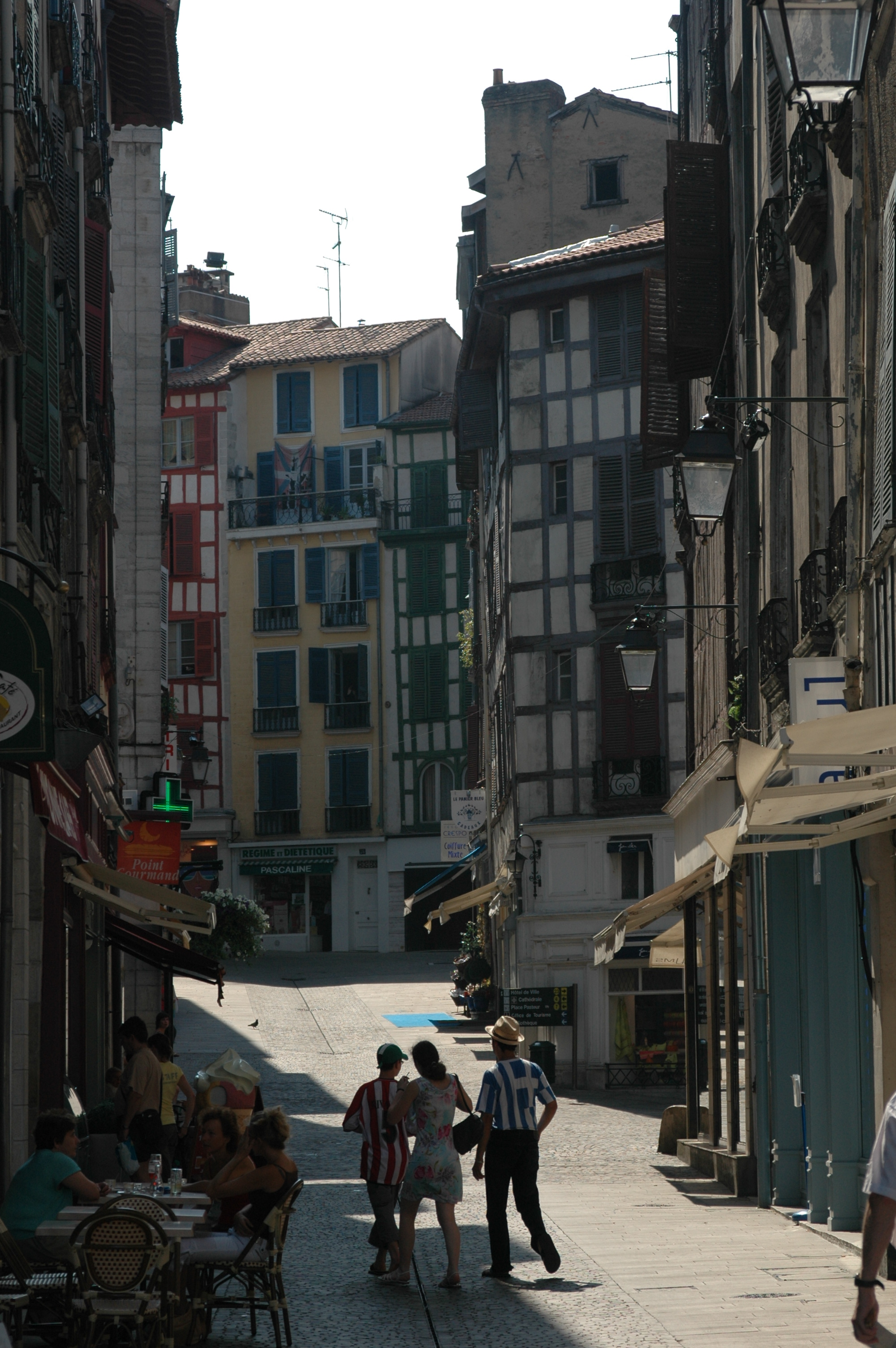
バイヨンヌの市街

バイヨンヌはビスケー湾からアドゥール川をさかのぼった、ニーヴ川との合流点に位置する。ピレネー＝アトランティック県ではポーに次ぐ規模で、バイヨンヌ・エスト（東）、バイヨンヌ・ウェスト（西）、バイヨンヌ・シュド（南）の3つのカントンの小郡庁所在地でもある。バスク地方においてはピレネー山脈以北の北バスクの1地域、ラブールの主要都市である。
市街中心部はアドゥール川とニーヴ川によって、大バイヨンヌと小バイヨンヌ、サンテスプリの3つの区域に分けられる。それぞれの区域は橋で結ばれている。
大バイヨンヌグラン・バイヨンヌ。アドゥール川左岸のうち、ニーヴ川との合流点よりも下流側に位置する市の中心部。市庁舎やサント＝マリー大聖堂、シャトー・ヴュ、市の観光案内所もある。
小バイヨンヌプチ・バイヨンヌ。アドゥール川左岸のうち、ニーヴ川との合流点の上流側である商業地域。バスク博物館、ボナ美術館、シャトー・ヌフなどがある。
サンテスプリアドゥール川右岸、北東側の区域。シタデルの南東にサンテスプリ（聖霊）教会やフランス国鉄のバイヨンヌ駅がある。
バイヨンヌは近郊の都市であるビアリッツ、アングレットとともにコミューン（自治体）連合を形成している。1972年からの交通インフラ整備を皮切りに、1999年からはバイヨンヌ＝アングレット＝ビアリッツ都市圏共同体（略称はB.A.B.）として地域経済の活性化や環境保護、高等教育の分野で地域協力を行なっている。
また、バイヨンヌからスペインのサン・セバスティアンまではユーロリージョンとして、国境を超えた自治体同士の連携がはかられている。

## 歴史
紀元前3世紀、ローマ人によって駐屯地（カストルム）が置かれ、ラプルドゥム（Lapurdum）と呼ばれた。この名は北バスク国の1地方名ラプルディ（ラブール）に今日も残っている。続いてヴァスコン人（バスク人の祖先）がこの地を支配、彼らによってバイヨンヌと名付けられた。バイヨンヌという地名はバスク語で「川」を意味する語に由来する。
840年、現在のデンマークからヴァイキングがバイヨンヌに到達、その後も、9世紀から10世紀にかけてバイヨンヌはヴァイキングの侵攻を継続的に受けることになる。
アキテーヌ公領に吸収されていた1152年、女性領主であるアリエノール・ダキテーヌがのちのイングランド王ヘンリー2世と再婚したことにより、バイヨンヌは12世紀から15世紀にかけてイングランドの支配下に置かれた。この結果、スペイン国境に近い軍事的要衝でもあったことから、百年戦争以降、英仏間でバイヨンヌをめぐる争いが繰り返されることになる。そのため、武器生産もさかんとなり、銃剣はその地名にちなんで「バヨネット」と呼ばれた。
アドゥール川やバイヨンヌ港の整備が進むと、バイヨンヌ経済はタラ漁や捕鯨といった漁業およびその加工業で潤った。16世紀後半にはイベリア半島からユダヤ人たちがサンテスプリに移り住み、彼らがもたらした技術と知識によってバイヨンヌでチョコレートの生産が始まった。20世紀にフランコの独裁政権から庇護を求めてやって来たスペイン・バスクの人々は小バイヨンヌをその拠点とした。
1854年にパリと鉄道で結ばれ、ビアリッツで休暇を過ごす人々の観光拠点となった。その後、経済は一時低迷したが、20世紀に近郊のラックに油田が発見され、石油関連産品や周辺地域の農作物などの輸送の要として活況を取り戻しつつある。

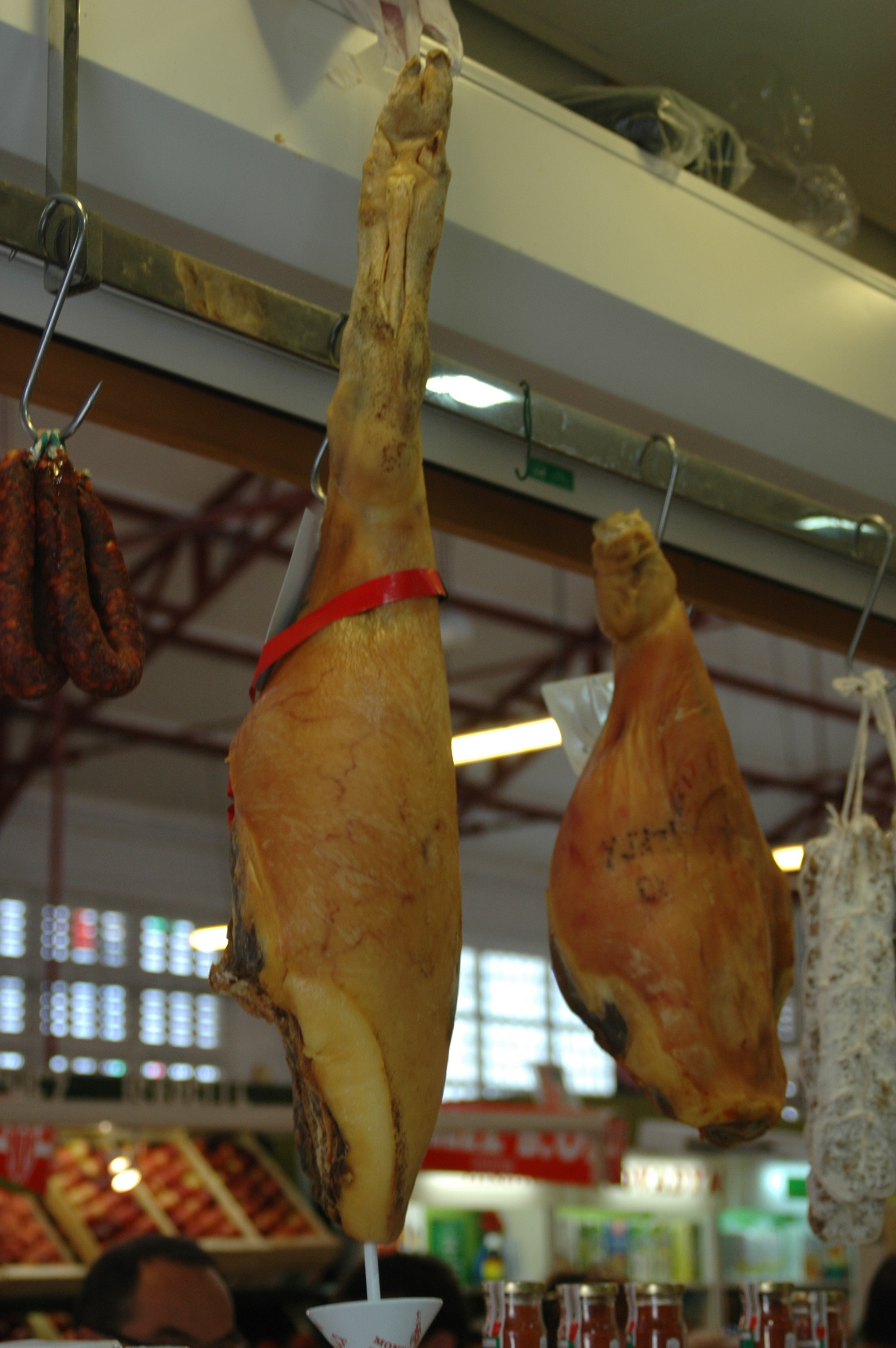
バイヨンヌの生ハム

## 産業
- 金属精錬業
- 化学工業
- 水運業

大西洋岸は保養地として知られ、近年サーフィンをはじめとしたマリンスポーツのリゾートとしての再開発も進み、観光業もさかんである。

### 特産品
バイヨンヌの特産品には生ハム、チョコレート、塩などがある。伝統料理はピペラード、アショアなど。近郊のエスプレット産トウガラシで味付けされたバイヨンヌのハムはジャンボン・ド・バイヨンヌとして有名である。トウガラシはバイヨンヌのマヨネーズ、バヨネーズにも使われる。アルマニャックとハーブを使ったリキュール、イザラもよく知られている。このほか、バスク伝統の仕込み杖「マキラ」の生産も行なわれている。

## 観光

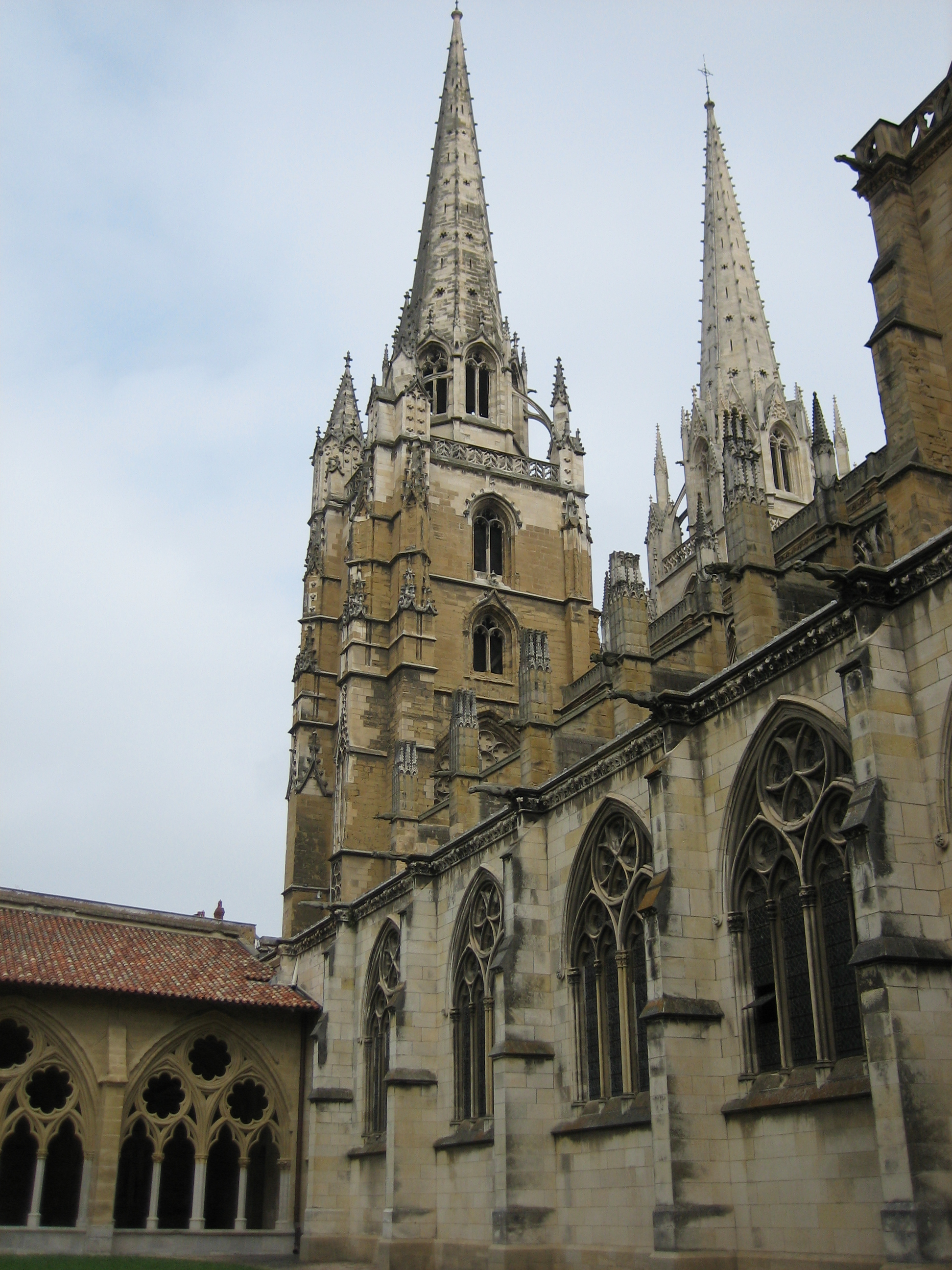
サント＝マリー大聖堂

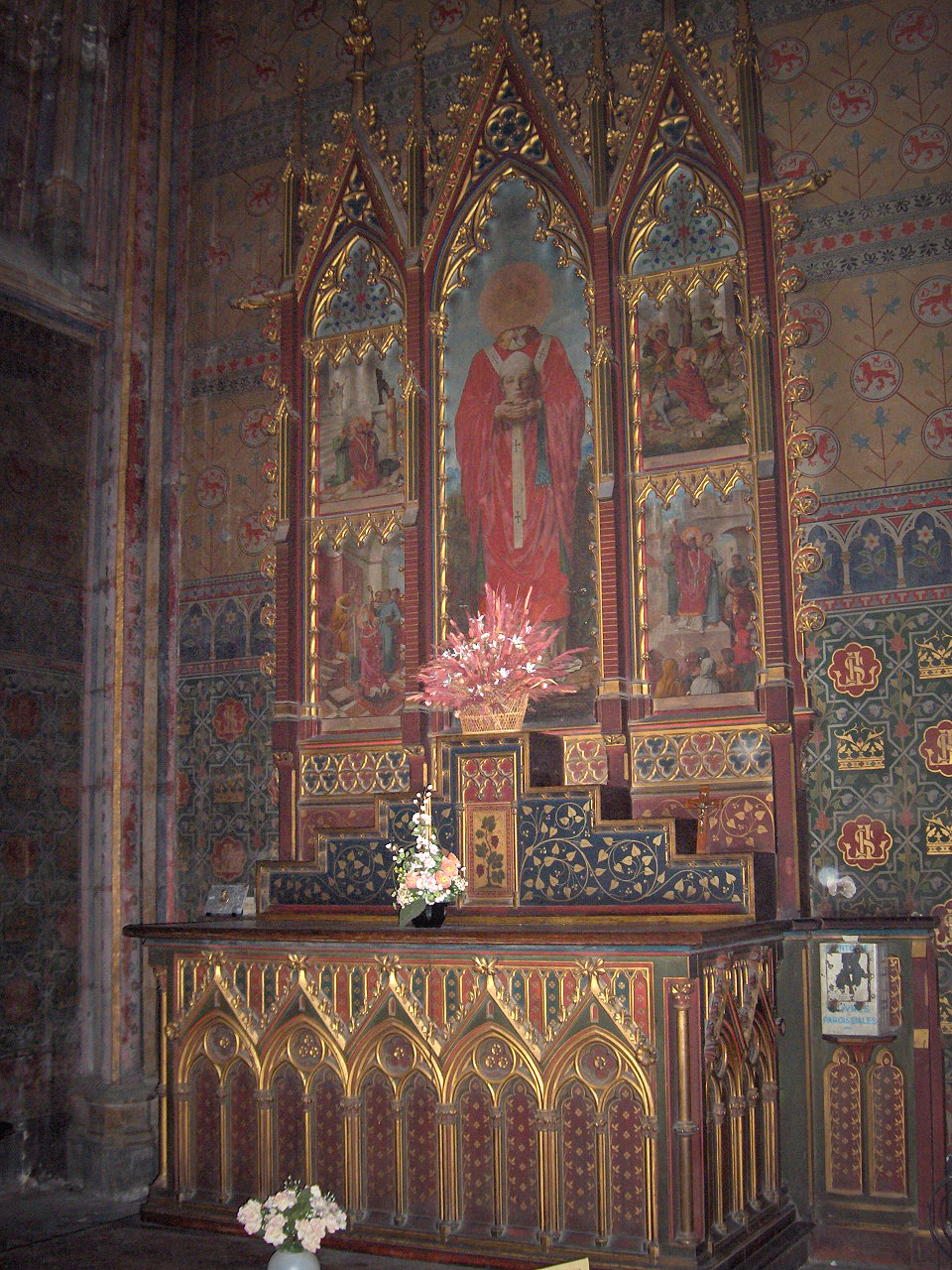
聖レオン

### 世界遺産
サント＝マリー大聖堂13世紀から14世紀にかけて建設されたゴシック様式の大聖堂で、「ノートルダム・ド・バイヨンヌ」の別名を持つ。85m の高さの2つの鐘楼がある。ステンドグラスは16世紀のものである。フランスのサンティアゴ・デ・コンポステーラの巡礼路として世界遺産に登録されている。
バイヨンヌの守護聖人である聖レオンの聖遺物を保管している。聖レオンはノルマンディー地方カランタン出身で、10世紀のヴァイキングによるバイヨンヌ侵攻の際に殉教した。切られた首を自ら手にして立っている姿でしばしば描かれる。

### その他の名所・旧跡
シャトー・ヌフ13世紀、イングランド軍が建設した城郭に、15世紀にシャルル7世が手を入れた。
シタデル17世紀にヴォーバンが建設した要塞。サンテスプリにある。
ハーフティンバーの家々大バイヨンヌの市街には、白い壁に赤い木組みが特徴的な真壁造の家並みが残っている。

### 美術館・博物館
ボナ美術館ボナ美術館は19世紀フランス絵画のコレクションで知られる。
バスク博物館バスクの文化や歴史に関する展示がある。

### スポーツ
アヴィロン・バイヨネボートクラブから出発した総合スポーツクラブ。現在ではサッカー、ラグビーなど16の競技部門を擁している。特にフレンチ・バスクではラグビーの人気が高く、このクラブのラグビーチームも強豪として知られる。
ペロータ・バスカバスク伝統の球技。小バイヨンヌにペロータのための球技場がある。

### 祭り
バイヨンヌ祭8月第1水曜日から5日間にわたって開催される。牛追いやバスクの伝統舞踊、コンサート、パレード、花火大会などが行なわれる。スペイン、パンプローナのサンフェルミン祭（牛追い祭）に次ぐ規模で開催されるバスク地方の祭りとして知られ、同様に参加者は白と赤の衣装に身を包む。
バイヨンヌ闘牛場7月から9月にかけて闘牛が行なわれる。13世紀フランス国内でも特に歴史が古い。
このほか、復活祭の時期にはハムの見本市が開催される。

## 言語
おもな言語はフランス語である。初等教育ではバスク語とのバイリンガル教育も行なわれている。

## 交通

### 水運
バイヨンヌ港はラック油田産出のイオウや原油、ランド県やピレネー＝アトランティック県産のトウモロコシや肥料、木材などの積み出し港である。年間の貨物取扱量は約400万トンで、フランス国内で第9位の規模である。

### その他の交通機関
鉄道はパリとアンダイエを結ぶTGV大西洋線が開通している。ビアリッツやアングレットとの間にはバスも多い。市郊外にはビアリッツ・アングレット・バイヨンヌ空港があり、パリやロンドンなどと結ばれている。

## 教育
ポー大学付設の工業技術短期大学（IUT）であるバイヨンヌ工業技術短期大学がある。専攻分野は経営学、商学、情報学、機械工学など。このほか、市郊外のビダールに建設されたテクノポリスにバイヨンヌ高等先端工業技術学校（ESTIA）がある。

## 出身者
- ルネ・カサン - 法学者。ノーベル平和賞受賞。
- マリー・ダリュセック - 作家。
- ディディエ・デシャン - 元サッカーフランス代表。
- フレデリック・バスティア - 経済学者。
- レオン・ボナ - 肖像画家。ボナ美術館でその作品とコレクションが公開されている。
- ラベック姉妹 - ピアノデュオ。
- ロラン・バルト - 思想家、文芸評論家。幼少年期をバイヨンヌですごし、パリに定住してからもバカンスのときなどはバイヨンヌで執筆活動をした。
- ロジェ・ラペビー - 自転車競技選手。1937年のツール・ド・フランス総合優勝者。

## 姉妹都市
- クタイシ、ジョージア
- デイトナビーチ、アメリカ合衆国
- ベイヨン（バイヨンヌ）、アメリカ合衆国
- パンプローナ、スペイン